# Eva Jiřičná

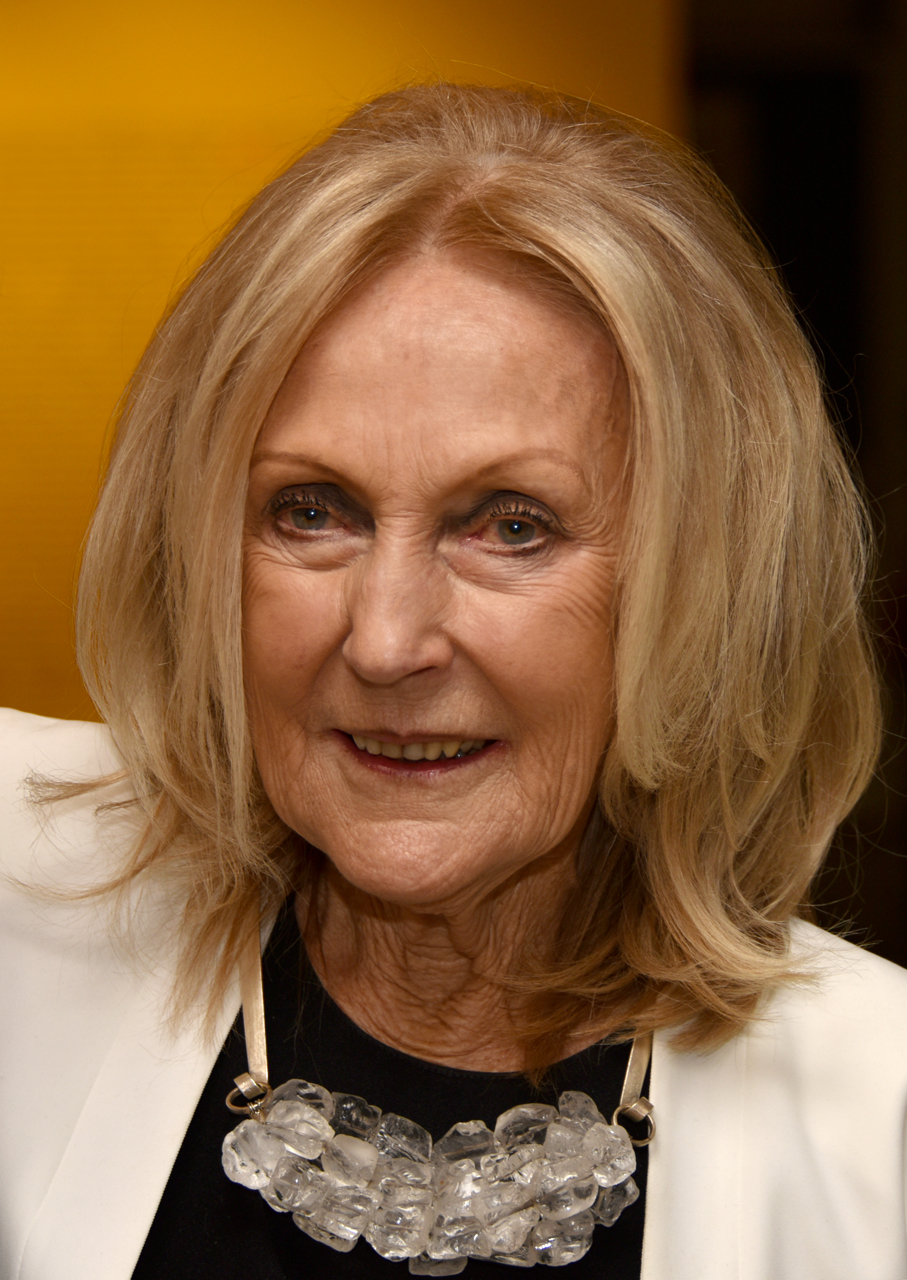
Eva Jiřičná (2019)

Eva Jiřičná CBE RA (* 3. März 1939 in Zlín, Tschecho-Slowakische Republik) ist eine tschechisch-britische Architektin und Designerin, die in London und Prag tätig ist.
Sie ist die Leiterin der Abteilung für Architektur an der Akademie für Kunst, Architektur und Design Prag.

## Leben und Wirken

### Studium
Jiřičná studierte bis 1962 Architektur an der Tschechischen Technischen Universität Prag und an der Akademie der Bildenden Künste Prag als Schülerin von Jaroslav Fragner, wo sie 1963 den Masterabschluss erwarb. Nach dem Studium bekam sie ihre erste Stelle in der staatlichen Verwaltung bei ÚBOK - Ústav bytové a oděvní kultury (Institut für Wohnungs- und Bekleidungskultur).

### Großbritannien
1968 erhielt Jiřičná ein Praktikum in London, wo sie als Architektin mit dem Greater London Council an Projekten des sozialen Wohnungsbaus arbeitete. Nach dem Einmarsch der Truppen des Warschauer Paktes in die Tschechoslowakei im August 1968 beschloss sie, im Vereinigten Königreich zu bleiben. 1969 wurde sie Teilhaberin der Louis de Soissons Partnership. Hier arbeitete sie acht Jahre lang an der Gestaltung und dem Bau der Marina von Brighton. 1976 nahm sie die britische Staatsbürgerschaft an. Ende 1980 gründete sie zusammen mit David Hodges ihr eigenes Architekturbüro. In dieser Zeit wechselte sie von Architekturprojekten zu Aufträgen im Bereich der Innenarchitektur. Sie lernte den Modedesigner und Unternehmer Joseph Ettedgui kennen, für den sie mehrere seiner Joseph-Einzelhandelsgeschäfte in London und schließlich seine eigene Wohnung in Knightsbridge entwarf. Durch ihre Arbeit an der Inneneinrichtung des Lloyd's-Hauptsitzes in London erlangte sie große Aufmerksamkeit. Im Jahr 1985 gründete sie zusammen mit Kathy Kerr das Büro Jiřičná Kerr Associates, das heute noch unter dem Namen Eva Jiřičná Architects tätig ist. Ihr zehnköpfiges Team arbeitet an Projekten in den Bereichen Architektur, Innenarchitektur und Möbeldesign.

### Tschechische Republik
Nach der Samtenen Revolution begann sie, an Projekten in der Tschechischen Republik zu arbeiten. Jiřičná entwarf das neue Kongresszentrum und ein neues Fakultätsgebäude der Tomas-Bata-Universität in ihrer Heimatstadt Zlín. Sie hat auch viele neue Projekte in Prag entworfen, darunter die Haupthalle der Komerční banka, die Rekonstruktion der St.-Anna-Kirche in der Prager Altstadt oder das umstrittene Projekt für den Ersatz des alten zentralen Telekommunikationsgebäudes in der Nähe des Güterbahnhofs Žižkov. Seit 2019 leitet Jiřičná das Komitee der CBRE Art of Space Awards, das die Ästhetik neuer Büro-, Einzelhandels- und Industrieräume bewertet. Anfang 2021 gewann Jiřičná's AI Design die Ausschreibung für den Umbau des Věžák-Towers in Ostrava.

## Projekte

### Großbritannien (Auswahl)
- Kenzo Design Store, London 1982[1]
- Innenarchitektur des Hauptsitzes von Lloyd's, London 1984[9]
- Boutiquen im Kaufhaus Harrods, London 1985[9]
- Legends Nightclub, London 1987[10]
- Renovierung der Joseph-Boutique in der Sloan Street, London 1989[10]
- North Woolwich Fußgängerbrücke, London 1991
- Browns Nightclub, London 1991[11]
- Museum Sir John Soane, London 1993[1]
- Joan & David Laden, New Bond Street, London 1994[10]
- De Montfort University Library, Leicester 1996[12]
- Canada Water Bus Terminal, London 1999[13]
- Laden der Royal Academy of Arts, London 2001
- Juweliergeschäft Harrods, London 2006
- Bollinger Jewelry Gallery, Victoria & Albert Museum, London 2008[9]
- Greenwich Hotel, London 2008[14]
- Treppenhaus, Somerset House, London 2014[13]

### Tschechische Republik (Auswahl)

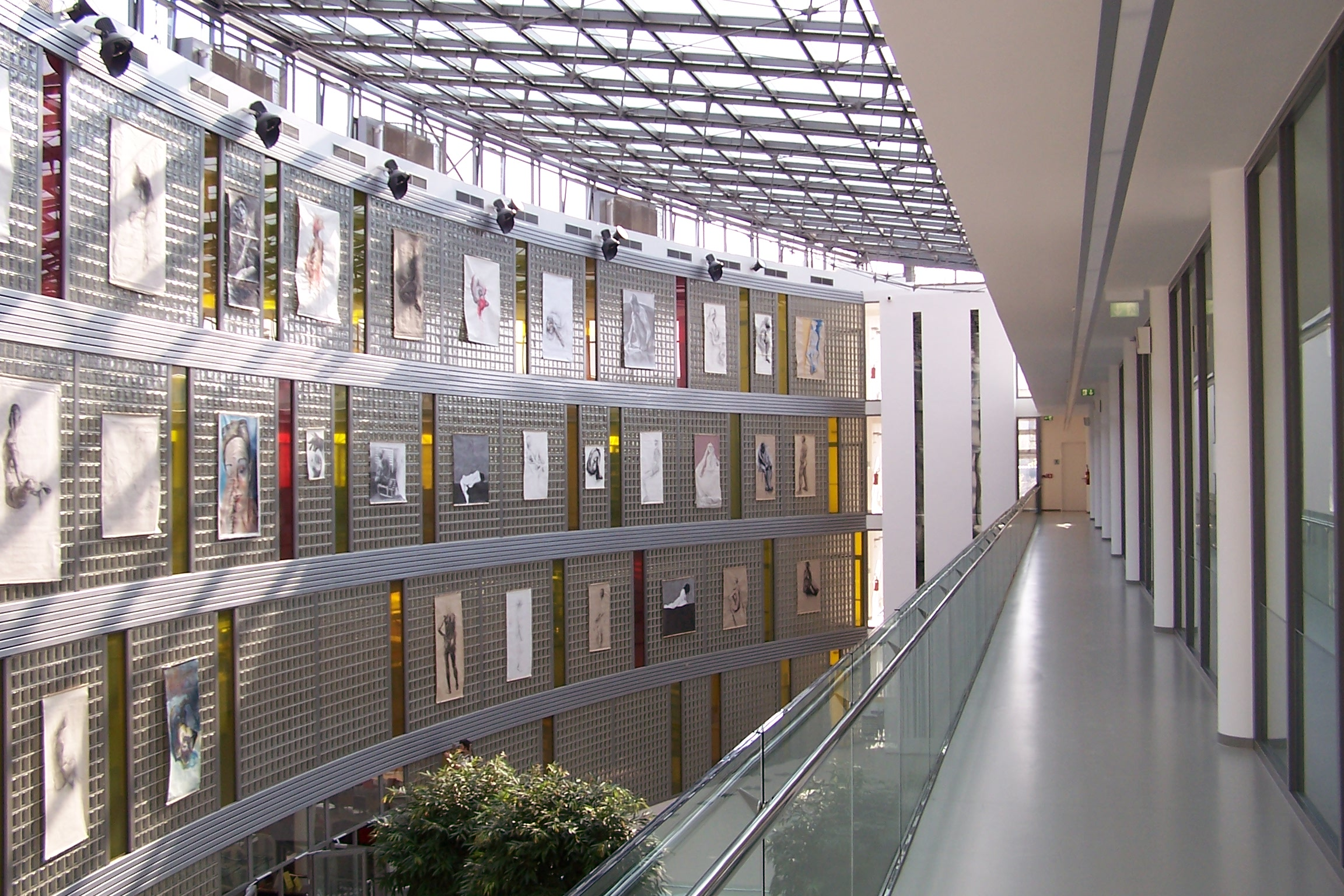
Universitätszentrum Zlín

- Universitätszentrum ZlínAndersen Consulting-Büros im tanzenden Haus, Prag 1996[15]
- Karel Schwarzenbergs Wohnung, Prag 1997[15]
- Rekonstruktion des Hauptsaals der Komerční banka, Wenzelsplatz, Prag 1998[1]
- Neue Orangerie auf der Prager Burg, Prag 1998[15]
- Fußgängerbrücke über die Koliště-Straße, Brünn 1998[16]
- The British Council, Prag  2003[17]
- Wiederaufbau der St.-Anna-Kirche, Altstadt, Prag 2004[18]
- Wiederaufbau des Hotels Maximilian, Prag 2005[15]
- Universitätszentrum der Tomas-Bata-Universität Zlín 2008[1]
- Kurhaus Sněžka, Mariánské Lázně 2010[15]
- Kongresszentrum Zlín 2011[19]
- Geisteswissenschaftliche Fakultät der Tomas-Bata-Universität, Zlín 2017[20]
- Drei Wohntürme anstelle des alten Zentralen Telekommunikationsgebäudes in der Nähe des Güterbahnhofs Žižkov, Prag[21]
- Rekonstruktion des Věžák-Turms in Ostrava (Baubeginn 2023)[8]

### Andere Länder (Auswahl)
- Umgestaltung der Alex-Boutique, Florenz 1989[10]
- Joan & David-Geschäft in der Fifth Avenue, New York 1990[10]
- Renovierung des fünften Stockwerks des Bergdorf-Goodman-Gebäudes, New York 1992
- Designgeschäft Joan & David, Paris 1994[5]
- Hugo Boss Design-Store, Tokio 1995[1]
- Tiffany-Galerie in der New York Historical Society Museum & Library, New York 2017[9]

## Preise und Auszeichnungen
- 1991: Royal Designers for Industry[22]
- 1994: Commander of the British Empire (CBE)[23]
- 1997: Wahl in die The Royal Academy of Arts
- 2008: Ehrendoktorwürde der University of Nottingham und London Metropolitan University[24]
- 2013: Jane-Drew-Preis[25]
- 2013: Ehrendoktorwürde des Royal College of Art[26]
- 2018: Silbermedaille Jan Masaryk[27]
- 2018: Medaille für ihr Lebenswerk vom London Design Festival[28]
- 2024: Komtur des Orden des Weißen Löwen[29]